# Municipio de Yellowhead
El municipio de Yellowhead (en inglés: Yellowhead Township) es un municipio ubicado en el condado de Kankakee en el estado estadounidense de Illinois. En el año 2010 tenía una población de 2700 habitantes y una densidad poblacional de 23,73 personas por km².

## Geografía
El municipio de Yellowhead se encuentra ubicado en las coordenadas 41°15′48″N 87°35′27″O / 41.26333, -87.59083. Según la Oficina del Censo de los Estados Unidos, el municipio tiene una superficie total de 113.78 km², de la cual 113,71 km² corresponden a tierra firme y (0,06 %) 0,07 km² es agua.

## Demografía
Según el censo de 2010, había 2700 personas residiendo en el municipio de Yellowhead. La densidad de población era de 23,73 hab./km². De los 2700 habitantes, el municipio de Yellowhead estaba compuesto por el 95,63 % blancos, el 0,3 % eran afroamericanos, el 0,15 % eran amerindios, el 0,07 % eran asiáticos, el 2 % eran de otras razas y el 1,85 % eran de una mezcla de razas. Del total de la población el 6,44 % eran hispanos o latinos de cualquier raza.